# الپویکا (شهر)
الپویکا (شهر) (به اسپانیایی: Alpoyeca (municipality)) یک منطقهٔ مسکونی در مکزیک است که در گررو واقع شده‌است.

## خصوصیات
الپویکا ۱۵۵٫۴ کیلومترمربع مساحت و ۵٬۸۴۸ نفر جمعیت دارد.